# آته‌روی
آته‌روی ((به ژاپنی: 阿弖流爲 Aterui); ۱ ژانویهٔ ۰۷۵۰ – ۱ ژانویهٔ ۰۸۰۲) برجسته‌ترین رئیس گروه ایساوا (胆 沢) امیشی در شمال ژاپن بود.